# 758年
| 千纪： | 1千纪 |
| 世纪： | 7世纪 \| 8世纪 \| 9世纪                                                                                    |
| 年代： | 720年代 \| 730年代 \| 740年代 \| 750年代 \| 760年代 \| 770年代 \| 780年代                                  |
| 年份： | 753年 \| 754年 \| 755年 \| 756年 \| 757年 \| 758年 \| 759年 \| 760年 \| 761年 \| 762年 \| 763年            |
| 纪年： | 戊戌年（狗年）；唐至德三載，乾元元年；南诏赞普钟七年；安庆绪天成元年；日本天平宝字二年；渤海国大興二十一年 |

## 大事记
- 中國
- 鄴城之戰，唐軍圍攻鄴城（今河南安陽）安慶緒部。
- 设置振武节度使，管辖镇北大都护府与麟州、胜州二州。设置陕州、虢州、华州与豫州、许州、汝州二节度使。改安南经略使为节度使，管辖交州、陆州等十一州。
- 吐蕃攻陷河源军。

以下日期为农历。
- 正月初五——玄宗登临宣政殿，授肃宗玉册，加尊号。肃宗不受“大圣”称号，玄宗不答应。肃宗尊玄宗为太上至道圣皇天帝。
- 正月十二——敕书一律停止搜寻行动。命令京兆尹李岘安抚坊市民众（唐军收复京城后，因宗庙祭祀所用器物以及府库中的财物散落民间，于是派使者搜寻，烦扰百姓）。
- 二月初一——殿中监宦官李辅国兼任太仆卿。李辅国依附张淑妃，兼任元帅府行军司马，权势压倒朝野人士。安庆绪所任命的北海节度使能元皓率部归降，任命为鸿胪卿，兼任河北招讨使。
- 二月初五——肃宗登临明凤门，大赦，改年号为乾元。免除百姓今年的全部租、庸，将“载”改回“年”。
- 二月廿八——任命安东副大都护王玄志为营州刺史，并兼任平卢节度使
- 三月初二——封楚王李为成王。
- 三月初六——立张淑妃为皇后。镇西、北庭行营节度使李嗣业屯驻于河内。
- 三月廿一——北庭兵马使王惟良谋叛，被李嗣业与裨将荔非元礼讨杀。
- 安庆绪北逃时，平原太守王与清河太守宇文宽都杀死叛军使者归降朝廷。安庆绪派其部将蔡希德与安太清攻克平原与清河，俘获了王与宇文宽而归，将他们在邺城街市中处以剐刑。安庆绪对于谋求归顺朝廷的部将，一律处死，并株连部落与宗族，以至部曲、州县民众、属官等被连坐而死的甚多。安庆绪又与他的群臣在邺城南歃血结盟，但人心更加不稳，众叛亲离。安庆绪得知李嗣业驻守在河内，四月，与蔡希德、崔乾率领步、骑兵二万，渡过沁水来攻打河内，不克率兵返回。
- 四月初二——肃宗任命太子少师虢王李巨为河南尹，兼东京留守。
- 辛卯日（疑误），将新神主送入太庙。
- 四月十三——肃宗祭祀太庙、昊天上帝。
- 四月十四——肃宗登临明凤门，大赦。
- 五月十一——肃宗下制书取消采访使的官职，改黜陟使为观察使。
- 五月十七——张镐贬为荆州防御使，任命礼部尚书崔光远为河南节度使。（张镐为人单纯淡泊，不巴结当政宦官，听说史思明请降，上言：“史思明为人凶恶阴险，借叛乱而得以窃取高位，当力量强大时，部下就依附于他，势力消弱时，人心就会离散，实在是人面兽心，难以用仁德感化他，希望不要给他显要的职位。”又说：“滑州防御使许叔冀，狡猾多诈，在危急时刻必然会背叛朝廷，请陛下把他征入京师，担任警卫。”当时肃宗正宠信史思明，正好有宦官从范阳和白马县回来，都说史思明和许叔冀忠诚可靠，肃宗认为张镐不识事机）
- 五月十九——肃宗立成王李为皇太子。张皇后所生的兴王，年纪才几岁，张皇后就想要把他立为太子。肃宗犹豫不决，就口气和缓地对考功郎中、知制诰李揆说：“成王李年纪大，并且有战功，我想立他为太子，你看如何？”李揆拜了两拜祝贺说：“这真是国家的大幸，我不胜欢喜。”肃宗高兴地说：“朕绝不再犹豫了。”李揆是玄道的玄孙。
- 五月廿四——肃宗任命崔圆为太子少师，李麟为太子少傅，罢免他们的政事。肃宗迷信鬼神，所以太常少卿王专门以鬼神之事来取悦肃宗，每当议论礼仪时，王就常常夹杂一些巫术和俚俗。肃宗很喜欢王，于是就任命他为中书侍郎、同平章事。追赠故常山太守颜杲卿太子太保，谥号为“忠节”，任命他的儿子颜威明为太仆丞。颜杲卿殉难时，因为杨国忠听信张通幽的谗言，竟没有追赠官衔以褒扬。肃宗在凤翔时，颜真卿为御史大夫，曾向肃宗哭诉此事，于是肃宗将张通幽外放为普安郡太守，然后把此事上奏玄宗，玄宗命令用棍子打死了张通幽。颜杲卿的儿子颜泉明被王承业收留，因此寓居寿阳县，后来被史思明俘虏，裹以牛皮，送往范阳，适逢安庆绪刚即位，有赦免令，颜泉明免于一死。史思明归顺朝廷后，颜泉明才得以归来，在东京寻找到他父亲颜杲卿的尸体，就同袁履谦的尸体一起装入棺材，送归长安。颜杲卿妹妹的女儿与颜泉明的儿子都流落在河北地区，颜真卿当时为蒲州刺史，就让颜泉明去寻找，颜泉明号泣求访，以至感动了过路的行人，过了很久才找到。然后颜泉明又往亲戚故友那里去借钱，依借得的数目而赎人，先是姑母姊妹，而后才赎回自己的儿子。当时姑母的女儿被叛军抢掠而去，颜泉明有钱二百缗，想赎回自己的女儿，但因为怜悯姑母的愁苦，就先赎回了姑母的女儿。等到再借来钱赎自己的女儿时，已找不到了。颜泉明遇到流落在河北地区的堂姊妹以及父亲的将吏袁履谦等人的妻子，都让他们跟随一起回来，总共收罗了五十多家，三百多口人，一路上有资粮则大家均分，一如对待自己的亲戚。到了蒲州，颜真卿对他们都加以接济，住了一段时间以后，按照他们的意愿，资送他们而去。袁履谦的妻子曾经怀疑袁履谦入殓时衣被比颜杲卿俭薄，等打开棺材检视，与颜杲卿没有区别，心中才惭愧信服。
- 六月初九——肃宗根据王的请求，于长安南郊的东面立太一神坛。肃宗曾经身体有病，占卜者说是因为山河在作祟，于是王就请求派宦官与女巫乘驿马分别去祷告天下的名山、大河。这些女巫依仗着权势，在所经过的地方烦扰州县官吏百姓，索要财物。黄州有一女巫，年轻漂亮，身后跟随着数十名无赖少年，为害尤其严重，到了黄州，住在驿站的馆舍中。黄州刺史左震早晨来到驿站，见到馆舍的门闩锁着，打不开，左震大怒，砸坏门锁而入，把女巫拉出来在台阶下立刻杀掉，所跟从的无赖少年也全部打死。检查女巫所贪污的财物，多达数十万，左震把此事上奏给朝廷，并且请求用这些赃物代替贫民百姓的租赋，打发宦官返回京师，肃宗无法问左震的罪。肃宗任命开府仪同三司李嗣业为怀州刺史，兼镇西、北庭行营节度使。
- 六月十七——开始实行韩颖的新历。
- 六月十八——下敕书对于两京沦陷时投靠叛军的官吏，如果御史台、中书省与门下省三司还没有审迅处理完毕的全部免罪释放，被贬谪降官者保持原有的处置。太子少师房被罢相后，心怀不满，常常假装有病不去朝见皇上，而往的宾客却熙熙攘攘，不绝于门，他的一些亲党为他在朝中扬言说：“房是武全才，应该重用。”肃宗听到这些话后，十分反感，于是就下制书历数房的罪责，贬他为州豳刺史。又贬前祭酒刘秩为阆州刺史，京兆尹严武为巴州刺史，二人都是房的党羽。起初，史思明以将领的身份侍奉平卢军使乌知义，乌知义也对史思明很友好。乌知义的儿子乌承恩为信都太守，举郡投降了史思明，史思明念及旧恩而保全了他。及至安庆绪兵败逃回河北，乌承恩即劝史思明归顺了朝廷。李光弼认为史思明终究还会反叛，而乌承恩是史思明的亲信，所以就让他暗中谋算史思明。李光弼又劝肃宗任命乌承恩为范阳节度副使，赏赐阿史那承庆铁券，让他们共同消灭史思明，肃宗同意。乌承恩多次用自己的私财招募家兵，又屡次穿上妇人的服装暗中到其他将领的营中诱说士卒，诸将把此事报告了史思明。史思明怀疑事不确凿，没有追查。这时乌承恩入京师，肃宗就派宦官李思敬与他一起前往范阳去慰问史思明。乌承恩宣布了皇上的圣旨后，史思明就留乌承恩住在府中的馆舍。又用帷帐把他的床遮了起来，暗中派两个人埋伏在床下。乌承恩的小儿子在范阳，史思明就让他去看望自己的父亲。半夜，乌承恩悄悄地对他的儿子说：“我是受皇帝的命令来除掉史思明这个逆贼的，那时当任命我为节度使。”这时伏在床下的二人大呼而出。于是史思明把乌承恩抓了起来，搜查他的行装袋囊，得到了铁券和李光弼的公文，公文说：“如果阿史那承庆能够成事，就付给铁券，否则不要付给他。”又搜得一本数百张纸的簿书，上面都是先前跟随史思明谋反的将士名单。史思明责骂乌承恩说：“我有什么地方对不起你，你竟会干这种事！”乌承恩谢罪说：“我真是罪该万死，这都是出于李光弼的计谋。”于是史思明就召集将士官吏和百姓，向西大哭说：“我率领十三万人归顺了朝廷，有什么地方对不起陛下，而想要杀死我！”然后用棍子打死了乌承恩父子，被株连而死的有二百余人。乌承恩的弟弟乌承因为逃走得以免死。史思明囚禁了宦官李思敬，并把此事表上给朝廷。肃宗派宦官安慰史思明说：“这不是朝廷与李光弼的意图，都是乌承恩一人干的，杀了他是罪有应得。”这时御史台、中央省与门下省三司处置投敌官吏罪状的文书传到范阳，史思明对诸将说：“陈希烈等人都是朝廷的大臣，上皇弃他们不顾，自己逃向蜀中避难，而现在他们还不免于一死，何况我们都是本来跟随安禄山反叛的人！”诸位将领请求史思明上表让朝廷杀掉李光弼，史思明答应，于是命令判官耿仁智与幕僚张不矜作表书说：“陛下如果不杀掉李光弼，我就亲自率兵往太原杀死他。”张不矜起草表书让史思明过目后，将要入函封缄时，耿仁智把上面的话全部删去。抄写表书的人把此事报告了史思明，史思明命令把二人抓起来杀掉。耿仁智由于久任史思明的部下，史思明爱怜他，想要免他一死，于是就把他召进来说：“我重用你快三十年了，现在的事绝不是我负于你。”耿仁智大声说：“人生总有一死，如果为忠义而死，是死得其所。现在再跟随你而反叛，不过是苟延残喘，真不如立刻就死掉为好！”史思明听后大怒，就用乱棍打死了他，脑浆流了一地。乌逃奔太原后，李光弼上表封他为昌化郡王，任命为石岭军使。
- 七月十六——根据御中中丞第五琦的建议铸以一当十的大钱，名“乾元重宝”。
- 七月十七——册封回纥可汗为英武威远毗伽阙可汗，肃宗的小女儿宁国公主嫁给回纥可汗为妻。肃宗任命殿中监汉中王李为册礼使，右司郎中李巽为副使，并命令左仆射裴冕把宁国公主送到边疆上。
- 七月十八——肃宗任命司勋员外郎鲜于叔明（鲜于仲通的弟弟）为册礼副使。
- 甲子日（疑误），肃宗将宁国公主送至咸阳，公主说：“为了国家，死而无恨。”肃宗痛哭流涕而返回。李等人到了回纥的牙账，回纥可汗身着红褐色的袍子，头戴胡帽，坐在帐中的床上，戒备森严，而却让李等人立在牙帐外面。李不拜而立，可汗说：“我与你们的皇帝天可汗都是国家的君主，君与臣有礼节，你们为何不下拜？”李与鲜于叔明回答说：“过去我们唐朝与其他的国家通婚，都是以宗室女为公主。现在我们的天子因为可汗有战功，所以把自己的亲生女儿嫁给可汗为妻。恩重礼厚，不知可汗为什么要以女婿的身份而傲视岳丈，坐于床上接受册命！”可汗听后，立刻改变了态度，起来接受册命。第二天，又立宁国公主为可敦，举国庆贺。
- 七月廿五——郭子仪入朝。
- 八月初三——任命青州、登州等五州节度使许叔冀为滑州、濮州等六州节度使。
- 八月十一——李光弼入朝。
- 八月十七——任命郭子仪为中书令，李光弼为侍中。
- 八月十八——郭子仪返回节度行营。回纥可汗派遣他的臣下骨啜特勒与帝德率领精锐骑兵三千来助唐讨伐安庆绪，肃宗命令朔方左武锋使仆固怀恩带领他们。
- 九月初一——任命右羽林大将军赵为蒲州、同州、虢州三州节度使。
- 九月初三——颜真卿寫下《祭姪文稿》。
- 九月初七——招讨党项使王仲升杀了党项酋长拓跋戎德，传头颅到京师。安庆绪刚到邺郡时，虽然势力分崩，党羽离析，但还占据着七郡六十余城，兵器资粮充足。但安庆绪不理政事，而是热衷于大兴土木，修建宫殿庭台，楼船沼池，以饮酒为乐。他的大臣高尚与张通儒等人又因争权不和，没有政令。大将蔡希德有才略，所率领的部队精锐，但性格刚正，直言不讳，张通儒就进谗言杀死了他，蔡希德部下数千人都离军而逃，诸将也怨恨不肯卖力。安庆绪又任命崔乾为天下兵马使，总揽兵权。崔乾刚愎好杀，士卒都不愿意为他出力。
- 九月廿一——肃宗命令朔方节度使郭子仪、淮西节度使鲁炅、兴平节度使李奂、滑濮节度使许叔冀、镇西及北庭节度使李嗣业、郑蔡节度使季广琛与河南节度使崔光远等七节度使以及平卢兵马使董秦率领步、骑兵二十万讨伐安庆绪，又命令河东节度使李光弼与关内及泽潞节度使王思礼率兵助战。肃宗因为郭子仪与李光弼二人都是元勋功臣，难以相互统属，所以不设置元帅，只是任命宦官开府仪同三司鱼朝恩为观军容宣慰处置使。观军容使之名从此开始。
- 九月廿四——广州上奏：大食与波斯人包围广州，刺史韦利见逾城逃走，大食与波斯人在城中抢掠府库，焚烧房舍，然后乘船从海上离去。
- 十月初五——立太子，改太子名为李豫。自从唐朝中兴以来，群臣都没有赏赐过财物，这时有了新铸的乾元重宝大钱，所以朝中百官与禁军六军都得到数量不等的赐钱。
- 十月初七——郭子仪使者入朝报捷。郭子仪率兵从卫州汲县杏园渡过黄河，向东到达获嘉，击败叛军安太清，杀敌四千人，俘虏五百人。安太清退保卫州，郭子仪进兵包围。鲁炅从阳武渡过黄河，季广琛、崔光远从酸枣渡过黄河，与李嗣业部队一起到卫州与郭子仪会师。安庆绪发邺中的全部兵七万来救卫州，分为三军，崔乾率领上军，田承嗣率领下军，安庆绪亲自率领中军。郭子仪命令善射手三千埋伏在军营垒墙的后面，命令他们说：“我如果领兵退却，叛军必定来追击，那时你们就登上垒墙，擂鼓叫喊而射击。”郭子仪与安庆绪交战，假装退却，叛军遂来追赶，来到垒下，伏兵齐发而射击，箭如雨下，叛军退走，郭子仪又率兵追击，安庆绪大败。俘虏了安庆绪的弟弟安庆和，立即杀了他。于是克服了卫州，是為衛州之戰。此戰唐軍徹底粉碎了忠於安慶緒的主力軍事力量，為後來史思明殺安慶緒並且暫時降唐創造了條件。安庆绪败逃，郭子仪等率兵一直追到邺城，这时许叔冀、董秦、王思礼及河东兵马使薛兼训都领兵相继来到。安庆绪收罗残兵与官军战于愁思冈，又被打败。前后杀死叛军三万人，俘虏一千人。于是安庆绪入城固守，郭子仪等率兵包围了邺城。安庆绪危急，于是就派薛嵩向史思明求救，并请求把帝位让给史思明。史思明发范阳兵十三万想要救援邺城，但不敢冒然进军，先派部将李归仁率领步、骑兵一万驻扎于滏阳，与安庆绪遥相呼应。
- 十月十五——玄宗前往华清宫；
- 十一月初八——返回京师。崔光远率兵克复魏州，
- 十一月十七——朝廷任命前兵部侍郎萧华为魏州防御使。这时史思明把军队分为三路：一路出邢州、州，一路出冀州、贝州，一路从洹水县进军魏州。郭子仪上奏请求让崔光远代替萧华，
- 十二月初五——肃宗下敕书命崔光远兼领魏州刺史。
- 十二月初六——设置浙江西道节度使，管辖苏州、润州等十一州，任命升州刺史韦黄裳为节度使。
- 十二月十二——设置浙江东道节度使，管辖越州、睦州等八州，任命户部尚书李为节度使，并兼任淮南节使。
- 十二月廿一——群臣请求上肃宗尊号为乾元大圣光天文武孝感皇帝，肃宗答应。
- 十二月廿九——史思明攻陷魏州，杀死三万人。史思明乘崔光远初到魏州之机率兵大举进攻，崔光远派部将李处去迎战。由于叛军兵势强盛，李处连战失利，还兵退回城中。叛兵追到城下，扬言说：“李处召我们前来，为什么不出来呢！”崔光远中了叛军离间计，将李处腰斩。李处作战勇敢，深得军心，死后军心涣散，崔光远脱身逃回汴州。平卢节度使王玄志故去，肃宗派宦臣去安抚将士，并察看军中将士想要立谁为节度使，以便授给旌节，加以任命。高句丽人裨将李怀玉杀了王玄志的儿子，推立侯希逸为平卢军使。因为侯希逸的母亲是李怀玉的姑母，所以李怀玉推立他为军使。于是朝廷任命侯希逸为节度副使。唐朝的节度使由军中将士自行废立从此开始。

- 日本
- 8月1日——淳仁天皇即位，為第47代天皇。

## 逝世
- 陈希烈
- 安庆和
- 达奚珣